# I Ogólnopolskie Zawody w Akrobacji Spadochronowej Gliwice 1970
IV Spadochronowe Mistrzostwa Śląska na celność lądowania Gliwice 1970 i I Ogólnopolskie Zawody w Akrobacji Spadochronowej – odbyły się 4–9 sierpnia 1970. Gospodarzem Mistrzostw był Aeroklub Gliwicki, a organizatorem Sekcja Spadochronowa Aeroklubu Gliwickiego. Patronował Mistrzostwom członek Rady Państwa Jerzy Ziętek i Zarząd Powiatowy ZMS w Gliwicach oraz Towarzystwo Miłośników Ziemi Gliwickiej. Do dyspozycji skoczków był samolot An-2.

## Rozegrane kategorie
Zawody rozegrano w trzech kategoriach spadochronowych:
- Indywidualna celność lądowania – skoki wykonywano z wysokości 1000 m i opóźnieniem 0-5 sekund
- Akrobacja indywidualna – skoki wykonywano z wysokości 2200 m, opóźnienie 30 sekund
- Skoki grupowe na celność lądowania.

## Kierownictwo zawodów
- Sędzia Główny: Józef Adamski
- Kierownik Sportowy: Józef Stelmaszczyk (Gliwice).

Źródło: 

## Medaliści
Medalistów IV Spadochronowych Mistrzostw Śląska na celność lądowania Gliwice 1970 podano za: Jan Isielenis, Archiwum Sekcji Spadochronowej Aeroklubu Gliwickiego, 1970. Brak numerów stron w książce
| Konkurencja             | Złoto               | Srebro      | Brąz                 |
| Indywidualnie celność   | Jan Bober           | Brak danych | Brak danych          |
| Indywidualnie akrobacja | Brak danych         | Brak danych | Brak danych          |
| drużynowo celność       | Aeroklub Gliwicki I | Brak danych | Aeroklub Gliwicki II |

## Uczestnicy Zawodów
Uczestników IV Spadochronowych Mistrzostw Śląska na celność lądowania Gliwice 1970 podano za: Jan Isielenis, Archiwum Sekcji Spadochronowej Aeroklubu Gliwickiego, 1970. Brak numerów stron w książce
W zawodach wzięli udział zawodnicy z aeroklubów krajowych  Polska:

1. Andrzej Martyniak (Aeroklub Gliwicki)
2. Jan Bober (Aeroklub Gliwicki)
3. Marian Zapart
4. Eugeniusz Szumiejko
5. Bodzion
6. Marcin Jaxa-Rożen
7. Grażyna Kudłek
8. Henryk Lubina
9. Andrzej Gajewski
10. Józef Stelmaszczyk (Aeroklub Gliwicki)
11. Edward Kulesza
12. Jan Wrodarczyk (Aeroklub Śląski)
13. Szarawarski
14. Wełna
15. Jan Jędrzejczak
16. Stanisław Sirko (Aeroklub Gliwicki)
17. Krystyna Ligocka
18. Koteja
19. Józef Byrdy
20. Ryszard Kopijczuk (Aeroklub Gliwicki)
21. Edward Burakowski
22. Roman Łuszczki
23. Lesław Panaś
24. Roman Łapucki
25. Wawrzkiewicz
26. Jan Strzałkowski (Aeroklub Gliwicki)
27. Ryszard Kosina
28. Włoch
29. Bakioch.

## Wyniki zawodów
Wyniki IV Spadochronowych Zawodów na celność lądowania Gliwice 1970 podano za: Jan Isielenis, Archiwum Sekcji Spadochronowej Aeroklubu Gliwickiego, 1970. Brak numerów stron w książce
Klasyfikacja indywidualnie celność lądowania:
- I miejsce – Jan Bober[2]
- II miejsce – Brak danych
- III miejsce – Brak danych.

Klasyfikacja indywidualnie akrobacja:
- Brak danych.

Klasyfikacja drużynowa (celność lądowania):
- I miejsce – Aeroklub Gliwicki I[2] (Jan Bober, Andrzej Martyniak, Stanisław Sirko)
- II miejsce – Brak danych
- III miejsce – Aeroklub Gliwicki II (Józef Stelmaszczyk, Jan Strzałkowski, Ryszard Kopijczuk).